# Buk (Přerovi járás)
Buk település Csehországban, Přerovi járásban. Buk Radvanice, Přerov, Lazníky, Prosenice és Sobíšky településekkel határos. Lakosainak száma 380 fő (2024. január 1.).

## Népesség
A település lakosságának változását az alábbi diagram mutatja:
| Lakosok száma | 311  | 401  | 508  | 509  | 426  | 343  | 369  | 380  | 364  | 380  |
|               | 1869 | 1900 | 1921 | 1961 | 1980 | 2011 | 2016 | 2019 | 2021 | 2024 |